# Kununurra
|                       | Jan   | Feb   | Mär   | Apr  | Mai  | Jun  | Jul  | Aug  | Sep  | Okt  | Nov  | Dez   |   |       |
| Mittl. Tagesmax. (°C) | 35,9  | 34,7  | 35,7  | 35,3 | 32,9 | 30,3 | 30,5 | 32,6 | 36,6 | 38,6 | 39,0 | 37,0  | ⌀ | 34,9  |
| Mittl. Tagesmin. (°C) | 25,1  | 24,8  | 24,2  | 22,0 | 19,0 | 16,1 | 15,1 | 16,2 | 20,5 | 23,7 | 25,3 | 25,5  | ⌀ | 21,4  |
|                       |       |       |       |      |      |      |      |      |      |      |      |       |   |       |
| Niederschlag (mm)     | 188,8 | 205,0 | 135,7 | 29,8 | 4,4  | 1,1  | 1,6  | 0    | 4,2  | 19,3 | 66,9 | 136,4 | Σ | 793,2 |
|                       |       |       |       |      |      |      |      |      |      |      |      |       |   |       |
| Regentage (d)         | 15,0  | 15,6  | 10,4  | 3,4  | 0,6  | 0,3  | 0,3  | 0    | 0,6  | 3,3  | 7,8  | 11,5  | Σ | 68,8  |

| 25,1 |

| 24,8 |

| 24,2 |

| 22,0 |

| 19,0 |

| 16,1 |

| 15,1 |

| 16,2 |

| 20,5 |

| 23,7 |

| 25,3 |

| 25,5 |

| 25,1 |

| 24,8 |

| 24,2 |

| 22,0 |

| 19,0 |

| 16,1 |

| 15,1 |

| 16,2 |

| 20,5 |

| 23,7 |

| 25,3 |

| 25,5 |

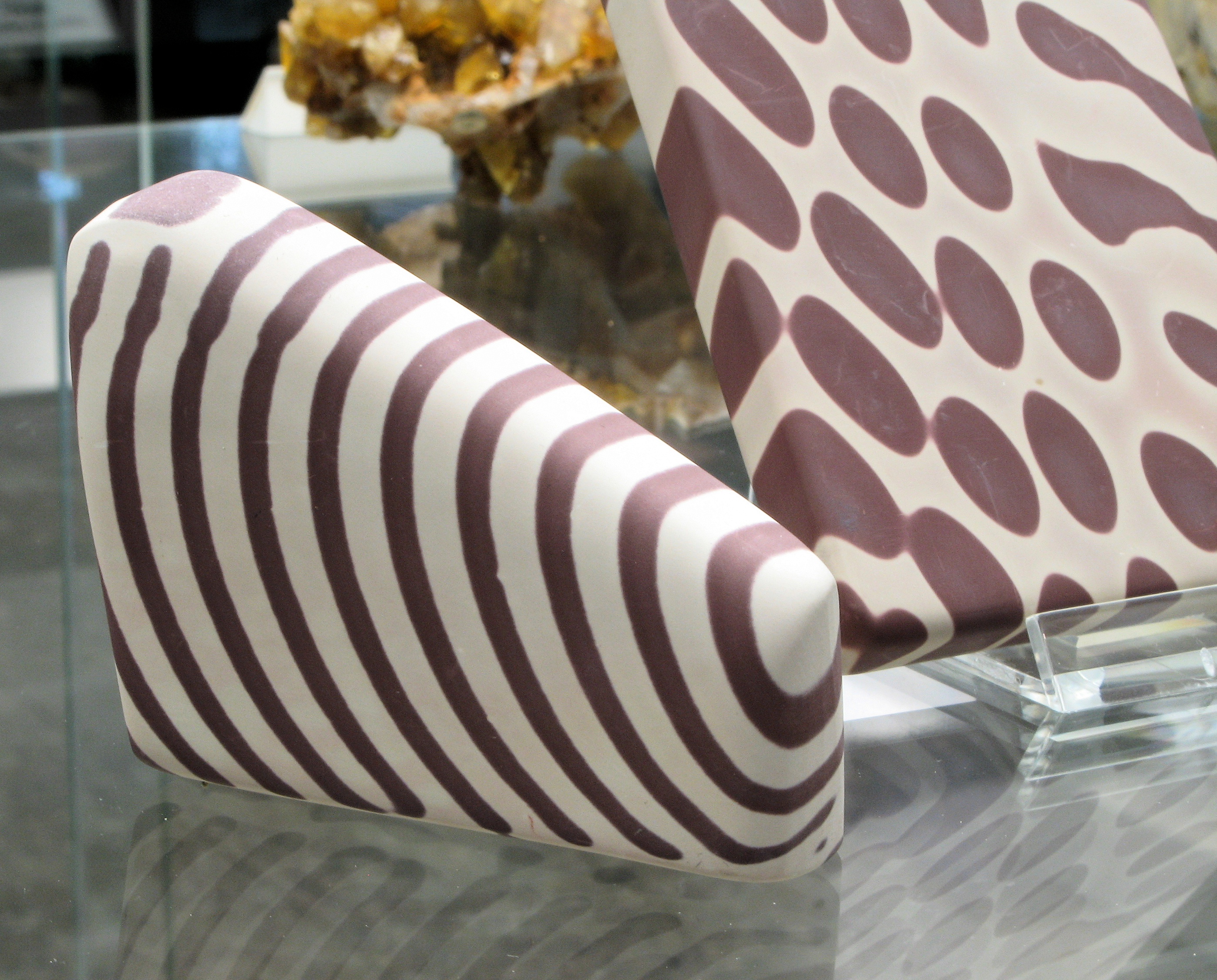
„Zebrastein“ aus Kimberly, Westaustralien – ausgestellt im GeoMuseum der Universität zu Köln

Kununurra ist eine Stadt im äußersten Nordosten des australischen Bundesstaats Western Australia, nur wenige Kilometer von der Grenze zum Northern Territory entfernt. Im Jahr 2016 lebten dort ca. 4300 Einwohner. Kununurra wurde in den 1960er Jahren für ein großflächiges landwirtschaftliches Bewässerungsprojekt gegründet und hat sich inzwischen zum touristischen Zentrum der Kimberley-Region entwickelt.
Der Name ist eine Verballhornung des Aboriginal-Begriffs Goonoonoorrang (alternativ Gananoorrang), was in der Sprache der Miriwoong 'Fluss' bedeutet. Die Stadt liegt am Ord River.

## Geschichte: Das „Ord River Irrigation Scheme“

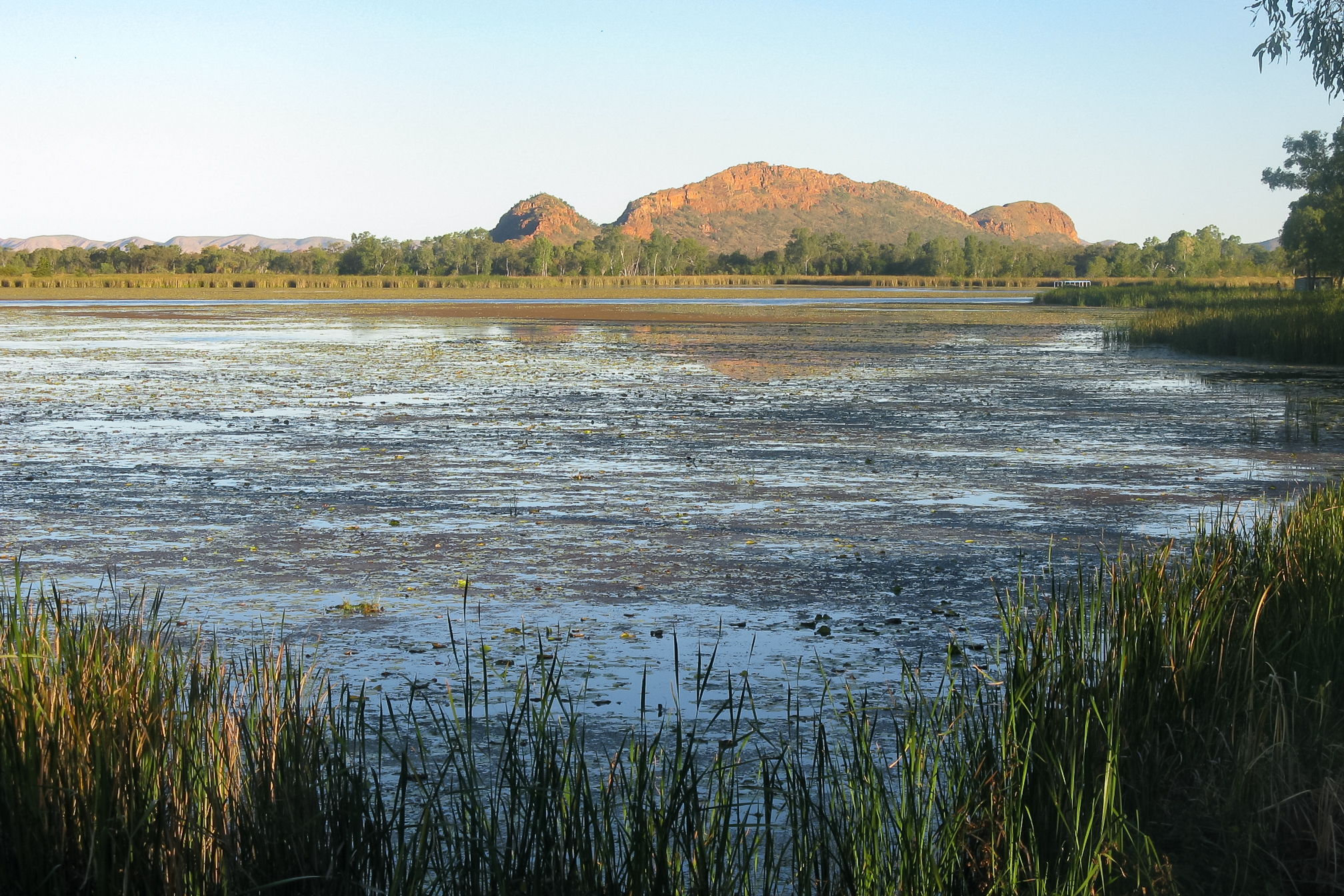
Lake Kununurra

Das staatlich initiierte Bewässerungsprojekt am Ord River, das dem östlichen Kimberley einen wirtschaftlichen Anstoß versetzen sollte, wurde in zwei Stufen realisiert.
In der ersten Stufe wurde 1961 bis 1963 nördlich der heutigen Stadt, die damals erst im Zuge dieses Projektes entstand, der Ord River Diversion Dam gebaut. Dieser Damm mit 20 Schleusen sollte das Wasser der Regenzeit – etwa 800 mm fallen jährlich, davon bis 80 Prozent zwischen Dezember und März – auffangen und mittels eines Kanalsystems in die Ebenen nordöstlich ableiten. Durch den Aufstau entstand der Lake Kununurra, heute ein Naherholungsgebiet der Stadt.
In der zweiten, ehrgeizigeren Stufe entstand 1971 55 km südlich flussaufwärts der 100 m hohe Ord River Dam, der den Lake Argyle hervorbrachte. Dieses etwa 10 Milliarden Kubikmeter fassende Reservoir wird niemals leer, so dass durch ein Regulierungssystem der Wasserspiegel des Ord River zwischen diesem Staudamm und dem älteren Diversion Dam stets konstant gehalten werden kann.
Anfangs wurde auf etwa 14.000 ha Baumwolle angebaut. Die Monokulturen fielen jedoch 1974 den Heliothis-Raupen zum Opfer. Nach diversen Versuchen mit Südfrüchten wie Grapefruit, Papayas, Mangos oder Melonen und Zuckerrohranbau, die 2007 mangels Rentabilität wegen hoher Transport- und Lohnkosten in dem abgelegenen Gebiet aufgegeben wurden, konzentriert man sich seither auf Sandelholz; hier geht es sowohl um die Vorzucht der Setzlinge als auch die Kultivierung der Bäume, die 2010 schon dreißig Prozent der Fläche einnahmen. Bei Erntereife der soll das Sandelholzöl zur Herstellung von Kosmetika und medizinischen Produkten gewonnen werden.
2008 wurde in einem weiteren Stufenplan die potenziell zu bewässernde Fläche – ORIA = Ord River Irrigation Area – durch neue Kanäle und Pumpwerke um weitere 58.000 ha erweitert.

## Wirtschaftsgut Sandelholz

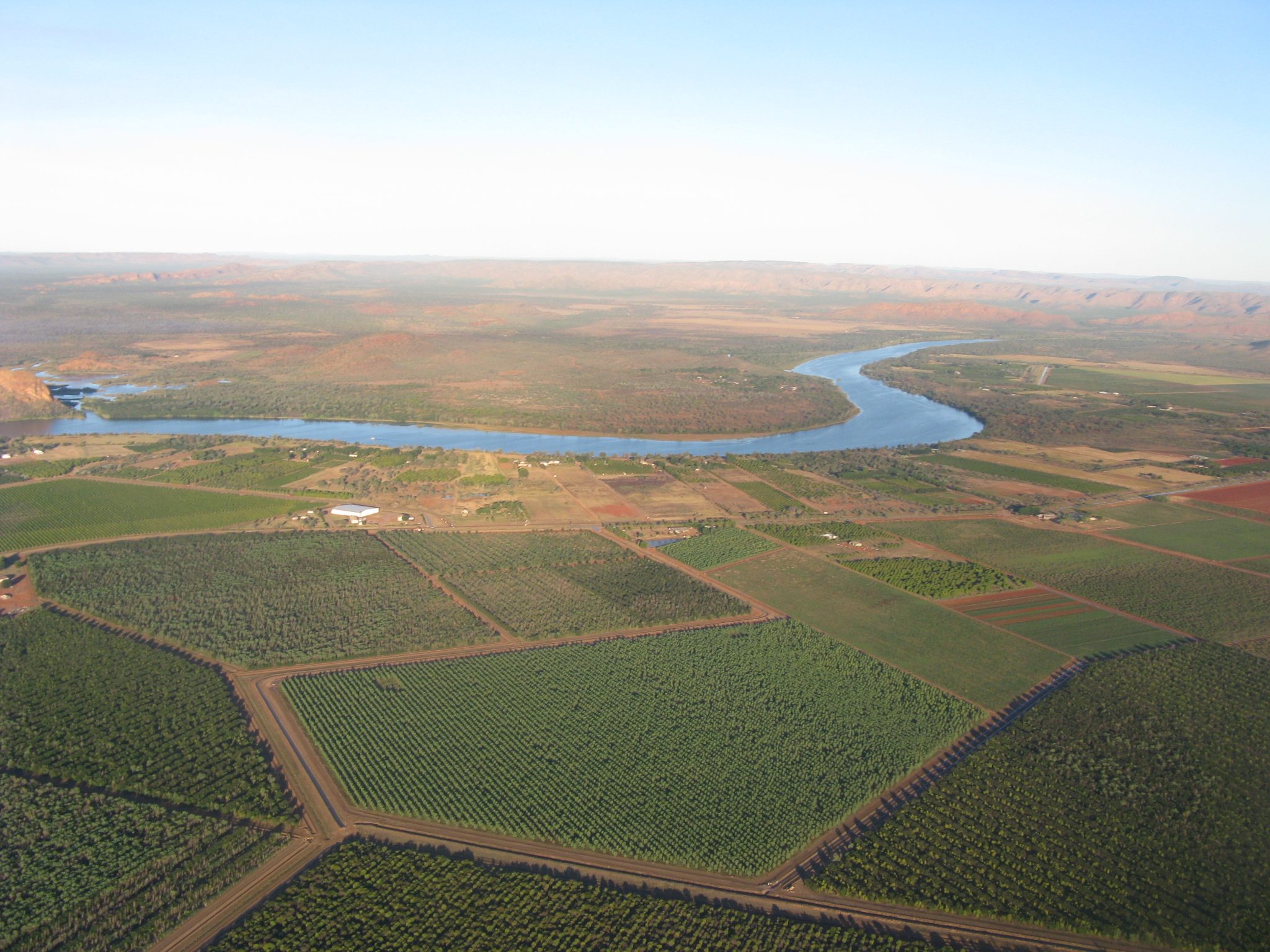
Die Sandelholzplantagen am Ord River bei Kununurra, gesehen aus der Luft

Die Sandelholzplantagen gehören der TFS Corporation Ltd., einer börsennotierten westaustralischen Gesellschaft mit Erfahrung im Sandelholzanbau und seiner Verarbeitung seit 1999. Kultiviert wird um Kununurra die indische Art Santalum album, aus der in Indien rund 90 Prozent des Weltexports aus teilweise illegalem Tropenholzeinschlag stammen. Ein erster Versuch einer Züchtung in Australien wurde am Ord River im tropischen Klima der Kimberleys unternommen, woraus die weltweit größte Plantage dieser Art entstand.
Ein Dokumentarfilm wird in den Sandalwood Factory Outlets 20 km nördlich der Stadt interessierten Besuchern gezeigt. Die Sandelholzölprodukte, die es in diesen Outlets zu kaufen gibt, vor allem Parfüm, Rasierwasser, Massageöl, Salben, Seife und Kerzen, stammten indes zunächst noch nicht aus regionalem Anbau, sondern von der Tochtergesellschaft Mt Romance Australia Pty Ltd. in Albany im Süden Westaustraliens. Diese wiederum verwendet für ihre Erzeugnisse eine in den kühl-gemäßigten Klimazonen endemische australische Sandelholzart Santalum spicatum, die aus der Wildnis rekrutiert wird.
TFS beabsichtigt bei Erntereife der Sandelholzbäume in Kununurra aus einheimischem Anbau zu produzieren und zu exportieren.

## Infrastruktur
Kununurra verfügt über alle notwendigen Versorgungseinrichtungen wie Einkaufszentrum, Post, Krankenhaus, Polizeistation oder Tankstelle. Der Flughafen Kununurra kann von Verkehrsflugzeugen angeflogen werden. Kununurra ist die westlichste Siedlung am Victoria Highway 45 km vor dessen Auslaufen im Great Northern Highway, zwei Hauptfernverkehrsverbindungen in Australien.
Kununurra hat vier Kirchen, eine District High School sowie zwei kleinere Schulen.
Das Touristen-Resort hat mehrere Hotel- und Motelanlagen sowie Caravan-Campsites mit Restaurants, Kunstgalerien, Freizeitzentren, Pferderennbahn und Race Course sowie einen Golfplatz. Unter den Kunstgalerien ist diejenige hervorzuheben, die Figuren und Gebrauchsgegenstände aus dem seltenen Zebrastein herstellt, eine mikrokristalline Sandsteinart mit Zebra-Streifenmuster, die weltweit nur am Lake Argyle vorkommt.
Das Zentrum ist sehr weitläufig angelegt, und somit fehlt eine geschlossene Flaniermeile mit Shops, Cafés und Restaurants, wie sie historisch gewachsene Städte wie beispielsweise Broome oder Darwin aufweisen.
Nördlich der Stadt führen Allradpisten zu den Wasserfällen und Felsen-Pools Valentine Springs, Middle Springs, Black Rock Falls und Ivanhoe Crossing (Kreuzung über den Ord River) mit Picknickplätzen und Angelgelegenheiten. Nur zur Regenzeit führen sie reichlich Wasser, sind dann aber auch schwerer oder überhaupt nicht zugänglich.

## Sehenswürdigkeiten
Kununurra selbst verfügt über keine Sehenswürdigkeiten, verdankt jedoch seine Bedeutung seiner Nähe zu bzw. infrastrukturell zentralen Anbindung an eine Reihe von Attraktionen, zu denen eine professionelle Touristenadministration (Visitor Center mit Shop und Videodokumentation) geführte Exkursionen organisiert. Andere Ziele sind schwerer zugänglich und auf Individualisten ausgerichtet, die sie mit Allradfahrzeugen erkunden.

### Mirima-Nationalpark
Der von den Aborigines Mirima genannte und früher unter dem Namen Hidden Valley bekannte Mirima-Nationalpark reicht unmittelbar bis zum Stadtrand Kununurras. Die Hauptattraktion des Parks ist eine spektakuläre Schlucht. Außerdem gibt es im Park einige Sandsteinfelsen, eine bunte Tierwelt und verschiedene Eukalyptusarten. Durch den Park führen zwei nicht allzu lange Wanderwege.

### Keep-River-Nationalpark
36 km östlich von Kununurra, im Northern Territory, befindet sich der Keep-River-Nationalpark. Hier finden sich viele verwitterte Sandsteinformationen mit komplizierten geologischen Strukturen, die aus Meeresablagerungen und vulkanische Aktivitäten herrühren. Weitere Attraktionen des Parks sind gewaltige Flaschenbäume (Boab Trees). In einer Schlucht befinden sich einige Aborigines-Malereien.

### Lake Argyle

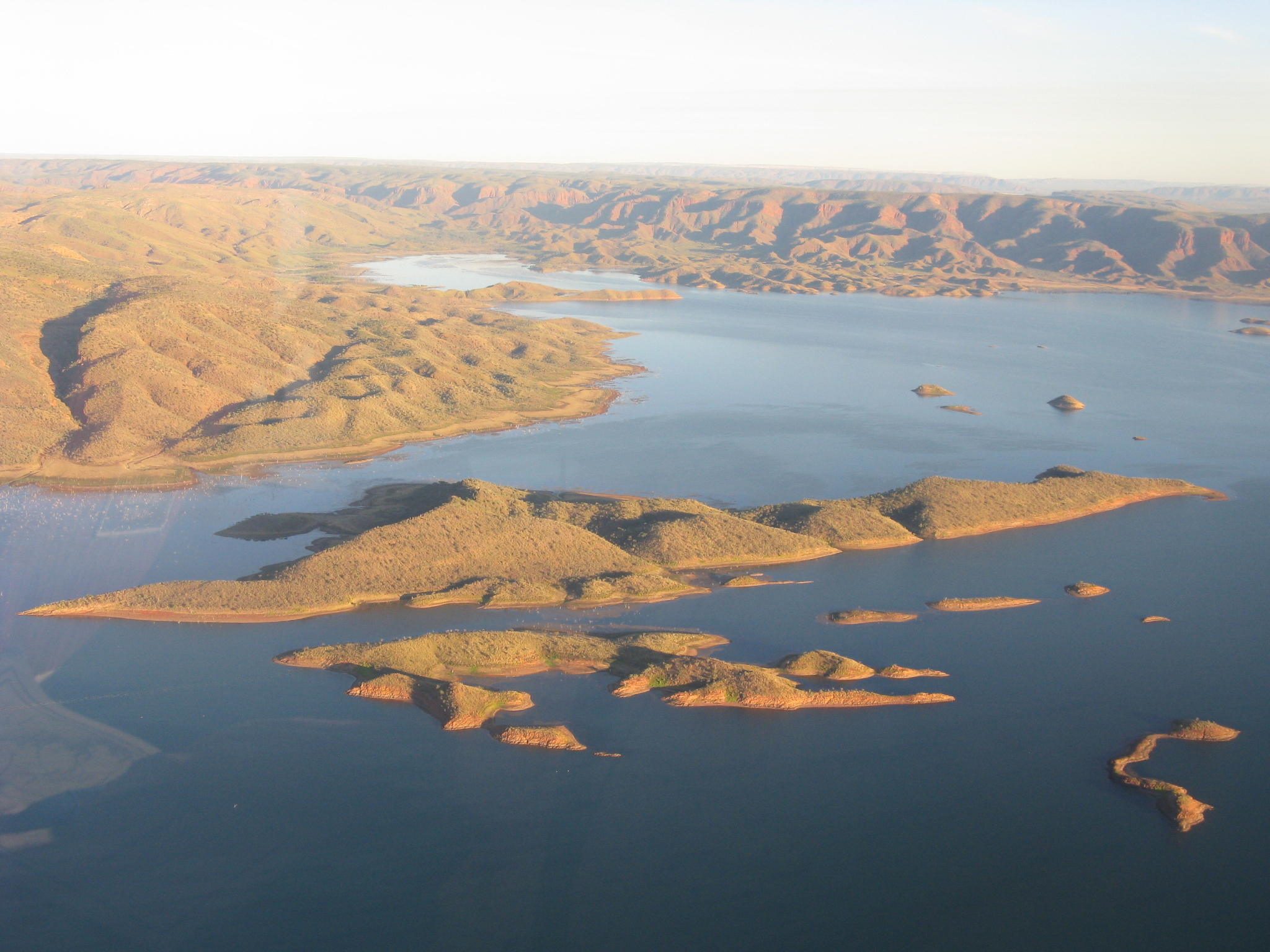
Lake Argyle aus der Luft

Der 740 km² große, künstlich geschaffene Lake Argyle ist der größte Stausee und Wasserspeicher des Kontinents. Er befindet sich 55 km Fluss- und 72 Straßenkilometer südlich von Kununurra. Das Baden im See ist trotz der vielen Süßwasserkrokodile ungefährlich, da diese recht scheu sind und keine Menschen angreifen. Ausflugsboote bieten Rundfahrten auf dem See an, bei denen Kängurus, Vögel, Fische und auch Krokodile zu sehen sind und bei denen auch anschließend gebadet werden kann. Auf dem See befinden sich Dutzende kleine Inseln, die vor der Flutung des Geländes Bergspitzen der Carr Boyd Ranges waren. Mit dem Lake Kununurra zusammen bewässern beide Seen insgesamt 14.000 ha Felder (Stand 2010).
Auch Bootsfahrten auf dem Ord River zwischen Ord River Dam und Diversion Dam sind im touristischen Angebot.

### Argyle Diamond Mine

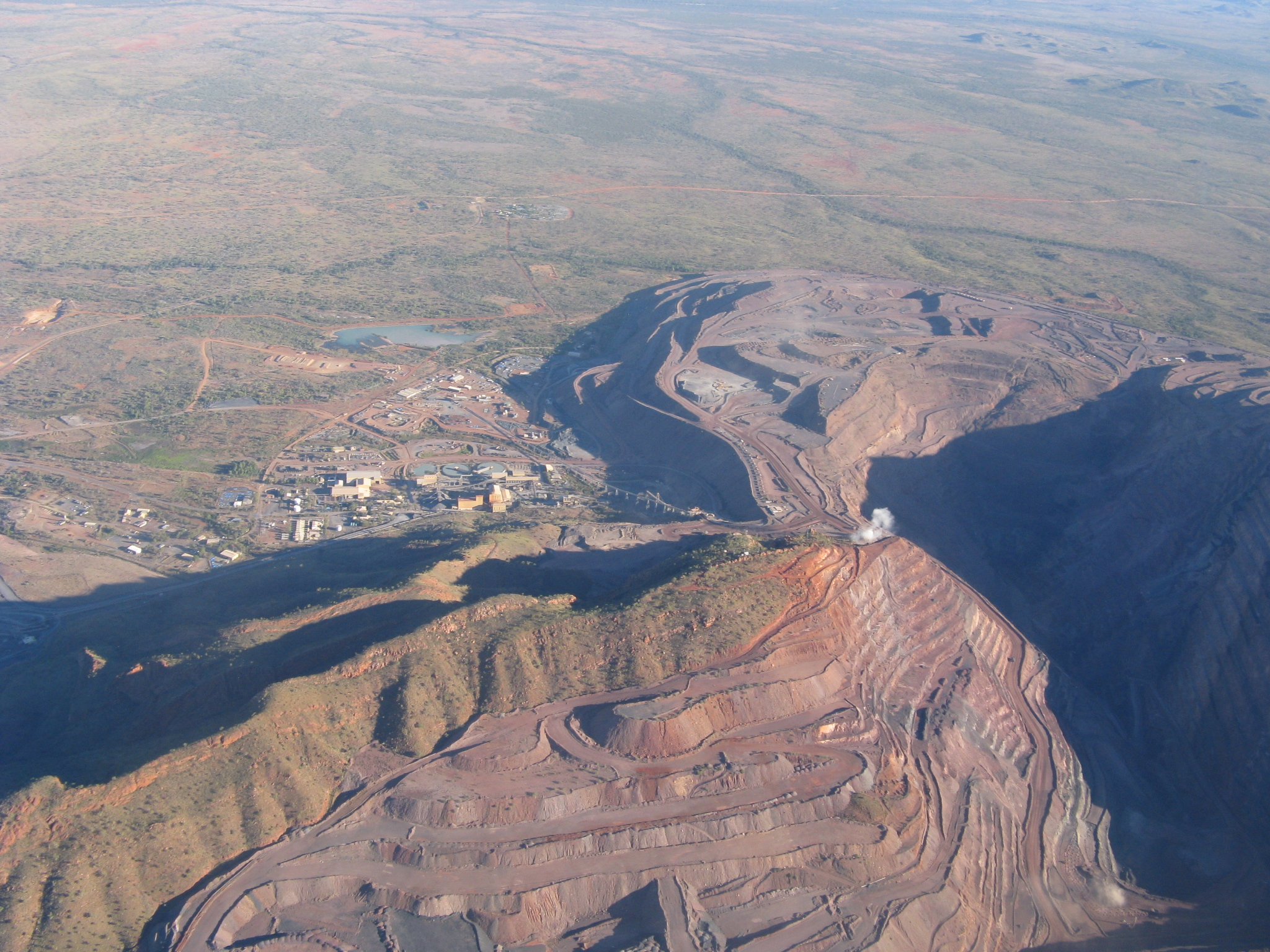
Die Argyle Diamond Mine aus der Luft

Die Argyle Diamond Mine fördert ein Viertel der Weltjahresproduktion an Diamanten; unter anderem finden sich hier äußerst seltene rosafarbene Diamanten. Die Mine kann im Rahmen organisierter Touren besichtigt werden. Sie liegt etwa 200 km südlich von Kununurra am Südende des Lake Argyle abseits des Straßennetzes und wird per Kleinflugzeug angeflogen. Sie ist ein wichtiger Arbeitgeber der Region, insbesondere für Aborigines, die die Hälfte der Arbeitskräfte stellen.

### Purnululu-Nationalpark

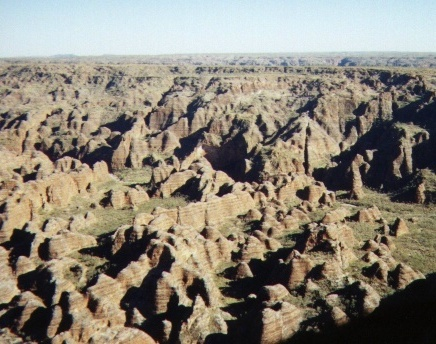
Sandsteinformationen des Purnululu-Nationalparks von der Luft aus

Der Purnululu-Nationalpark mit der weltweit einzigartigen Bungle-Bungle-Sandsteinformation liegt 320 km südlich von Kununurra, von wo aus Rundflüge über den Nationalpark sowie geführte Wanderungen angeboten werden.

### Wyndham
100 km nördlich von Kununurra befindet sich Wyndham, eine wichtige Hafenstadt im Mündungsgebiet von fünf großen Flüssen. Die mit Mangroven-Schwemmland umgebene Stadt ist eine der ältesten an der australischen Nordküste mit historischem Ortskern und Museum. Im Three Mile Caravan Park steht der größte Boabbaum Australiens; sein Stamm hat einen Umfang von 25 m.

### Halls Creek
360 km südlich von Kununurra liegt Halls Creek. Einige Kilometer östlich befinden sich die Ruinen der historischen Goldgräberstadt Old Hall’s Creek von 1885. Wiederum 150 km südlich befindet sich abseits der Allradpiste Tanami Road der Wolfe-Creek-Krater. Dort hinterließ ein Meteorit einen 50 m tiefen Krater mit einem Durchmesser von 835 m.